# Liga Jujeña de Fútbol
La Liga Jujeña de Fútbol (LJF) es una liga regional de fútbol de Argentina que tiene su sede en la ciudad de San Salvador de Jujuy y está afiliada al Consejo Federal del Fútbol Argentino, órgano interno de la Asociación del Fútbol Argentino y ente rector del fútbol en el ámbito de ligas y clubes fuera del Área Metropolitana de Buenos Aires.
Es la máxima competición de fútbol en el Gran San Salvador de Jujuy y sus alrededores y es considerada como la liga regional de clubes más importante de la Provincia de Jujuy. En la actualidad (2024), la liga está formada por veinte equipos pertenecientes a los departamentos de Doctor Manuel Belgrano y Palpalá y a la ciudad de Perico.
La temporada se desarrolla de marzo a diciembre y se divide en dos torneos, Apertura y Clausura, y finaliza con una final entre los ganadores de ambos torneos para decidir el campeón anual.
A nivel nacional, se ubica en la quinta división del fútbol argentino correspondiente para los clubes indirectamente afiliados a la AFA, a su vez, es clasificatoria al Torneo Regional Federal Amateur, categoría que otorga cuatro ascensos al Torneo Federal A, a la Copa Jujuy y la Copa Federación, que definen a los campeones de la provincia.
Históricamente la Liga Jujeña fue una de las más importantes e influyentes del país. Los equipos de Gimnasia y Esgrima de Jujuy (que actualmente se encuentra disputando la Primera Nacional), Altos Hornos Zapla y Talleres de Perico son los tres equipos dominantes de la liga desde su creación en 1928.
La LFJ también cuenta con un torneo femenino disputado desde 2015.

## Historia
La Liga Jujeña fue fundada el día 18 de diciembre de 1922. El torneo inició en 1928 y el primer campeón fue General Begrano. Conforme se desarrollaban los torneos, se observó la fuerte supremacía de Gimnasia y Esgrima (Jujuy), Altos Hornos Zapla y Atlético Talleres, los "grandes del fútbol jujeño".
Gimnasia y Esgrima (Jujuy), lidera el palmarés con 24 campeonatos, mientras que Altos Hornos Zapla que le sigue con 15 y más atrás Atlético Talleres que siguen con 8 títulos. La década del '70 y del '80, fue dominada por Altos Hornos Zapla; mientras que parte de las décadas del '60 y del '90; por Atlético Talleres.
En 1967, se crea el Campeonato Nacional de Primera División, con la intención de integrar a los clubes del interior en la máxima categoría. Para ello, los clubes debían ganar su lugar en Campeonato Regional. Para el Campeonato Nacional de 1970, se inició el sistema de plazas fijas, que permitía a aquellas regiones de mayor predicamento incluir directamente a uno o más equipos al torneo. Generalmente, los campeones de liga clasificaban directamente, y los equipos mejores ubicados disputaban el mencionado Torneo Regional.
De esta manera, Gimnasia y Esgrima (Jujuy) participó del Torneo Nacional 1970, como campeón del Regional 1970.
El principal objetivo de los clubes es la clasificación al Torneo Regional Federal Amateur Argentino, quinto nivel de los torneos organizados por la Asociación del Fútbol Argentino.
Algunos equipos que están desafiliados o desaparecidos son:
• Juventud Celulosa (Campeón de la Liga Jujeña en 1985 y 1988)
• Cazadores de Los Andes (Campeón de la Liga Jujeña en 1941 y 1944)
• Regimiento 20 (Campeón de la Liga Jujeña en 1930 y 1934)
• Club Independiente (Campeón de la Liga Jujeña en 1939, 1940, 1943 y 1968)
• Deportivo Ficoseco (Jugó 2 Torneos Regionales (actual B Nacional para los clubes indirectamente afiliados) en 1982 y 1982/83)
• Atlético Ledesma (Jugó en primera 4 veces)
• Juventud Unida (Campeón de la Liga Jujeña en 1929)

## Formato
Objetivo: Clasificar el campeón Anual del presente año de la Liga Jujeña de Fútbol en 1.ª y el ganador de la Copa Jujuy y las plazas al torneo Regional Amateur del año próximo.
Forma: Torneo Anual y un Torneo clasificatorio: Campeón Anual y ganadores de las Plazas al torneo de Interior próximo.
El campeón clasifica al Torneo Regional Amateur y los 8 mejores ocho equipos ver Plazas clasificados en el torneo Anual, incluidos Gimnasia y Esgrima (Jujuy), Altos Hornos Zapla y Atlético Talleres (jugarán a la segunda fase de la Copa Jujuy, equipos que no clasifican al torneo de Regional Amateur de edición pasada por estar participando de torneos de AFA.
Las plazas: Se definirá la cantidad de plazas al Torneo Regional Amateur antes del inicio de la Liga Jujeña.
- NOTA: Las Ligas cuenta por plazas, Liga Jujeña: 3 Plazas, Liga Puneña: 2 Plazas y Liga de El Carmen: 2 Plazas, Liga del Ramal, Liga Regional y Liga Gral. San Martín ambos con 1 plaza cada uno.

Torneo: Se disputará a dos torneos cortos (Apertura y Clausura) entre ruedas todos contra todos los 20 clubes afiliados a Liga Jujeña de Fútbol.

## Equipos participantes
| Liga Jujeña de Fútbol                              | Liga Jujeña de Fútbol | Liga Jujeña de Fútbol                            | Liga Jujeña de Fútbol                       | Liga Jujeña de Fútbol | Liga Jujeña de Fútbol                   |
| Club                                               | Fundación             | Localidad                                        | Estadio (capacidad)                         | Títulos (último)      | Participación en torneos de AFA         |
| -------------------------------------------------- | --------------------- | ------------------------------------------------ | ------------------------------------------- | --------------------- | --------------------------------------- |
| Asociación Cultural y Deportiva Altos Hornos Zapla | 1947                  | Palpalá, Dpto. Palpalá                           | Emilio Fabrizzi (15000)                     | 20 (2023)             | Torneo Regional Federal Amateur 2024-25 |
| Club Atlético Palpalá                              | 1959                  | Palpalá, Dpto. Palpalá                           | Jorge Newbery (100) La Tablada (4000)       | 1 (2015)              | -                                       |
| Club Atlético Ciudad de Nieva                      | -                     | San Salvador de Jujuy, Dpto. Dr. Manuel Belgrano | Juan Scaro (100) La Tablada (4000)          | 3 (2017)              | -                                       |
| Club Social y Deportivo Comercio                   | 1993                  | San Salvador de Jujuy, Dpto. Dr. Manuel Belgrano | Jorge Newbery (100)                         | 0                     | -                                       |
| Club Atlético Cuyaya                               | 1937                  | San Salvador de Jujuy, Dpto. Dr. Manuel Belgrano | Silvestre Arquiza (100) La Tablada (4000)   | 6 (2023)              | Torneo Regional Federal Amateur 2024-25 |
| Club Deportivo Alberdi                             | -                     | San Salvador de Jujuy, Dpto. Dr. Manuel Belgrano | Cancha auxiliar de Altos Hornos Zapla       | 0                     | -                                       |
| Club Deportivo Luján                               | 1956                  | San Salvador de Jujuy, Dpto. Dr. Manuel Belgrano | La Tablada (4000)                           | 1 (2013)              | -                                       |
| Club Deportivo El Cruce                            | -                     | San Salvador de Jujuy, Dpto. Dr. Manuel Belgrano | La Tablada (4000)                           | 0                     | -                                       |
| Club Fundación Zapatón                             | -                     | San Salvador de Jujuy, Dpto. Dr. Manuel Belgrano | Predio Fundación Zapatón (100)              | 0                     | -                                       |
| Club Atlético General Belgrano                     | -                     | San Salvador de Jujuy, Dpto. Dr. Manuel Belgrano | La Tablada (4000)                           | 6 (1954)              | -                                       |
| Club Atlético General Lavalle                      | 1946                  | San Salvador de Jujuy, Dpto. Dr. Manuel Belgrano | Líbero Bravo (2000)                         | 1 (2003)              | -                                       |
| Club Atlético Gimnasia y Esgrima                   | 1931                  | San Salvador de Jujuy, Dpto. Dr. Manuel Belgrano | 23 de agosto (23000) Predio Papel Noa (100) | 26 (2024)             | Primera Nacional (Temp. 2024)           |
| Club Atlético Gorriti                              | 1937                  | San Salvador de Jujuy, Dpto. Dr. Manuel Belgrano | Fausto Tejerina (1000)                      | 3 (1999)              | -                                       |
| Club Atlético Islas Malvinas                       | -                     | San Salvador de Jujuy, Dpto. Dr. Manuel Belgrano | Líbero Bravo (2000)                         | 0                     | -                                       |
| Asociación Atlética La Viña                        | 1960                  | San Salvador de Jujuy, Dpto. Dr. Manuel Belgrano | La Tablada (4000)                           | 1 (2018)              | -                                       |
| Club Social Cultural Deportivo Los Perales         | -                     | San Salvador de Jujuy, Dpto. Dr. Manuel Belgrano | Fortín Gaucho (1000)                        | 1 (2005)              | -                                       |
| Club Social Deportivo y Cultural San Francisco     | -                     | San Salvador de Jujuy, Dpto. Dr. Manuel Belgrano | La Tablada (4000)                           | 0                     | -                                       |
| Club Sportivo Palermo                              | -                     | San Salvador de Jujuy, Dpto. Dr. Manuel Belgrano | La Tablada (4000)                           | 0                     | -                                       |
| Club Atlético Talleres                             | 1944                  | Perico, Dpto. El Carmen                          | Doctor Plinio Zabala (6000)                 | 10 (2022)             | Torneo Regional Federal Amateur 2024-25 |
| Club Social y Deportivo Universitario 23 de Agosto | 2015                  | San Salvador de Jujuy, Dpto. Dr. Manuel Belgrano | La Tablada (4000)                           | 0                     | -                                       |

### Distribución geográfica de los equipos
| Departamento           | Clubes | Títulos |
| ---------------------- | ------ | ------- |
| Doctor Manuel Belgrano | 17     | 53      |
| Palpalá                | 2      | 17      |
| El Carmen              | 2      | 8       |

### Equipos desafiliados
| Equipos                                   | Localidad                                        | Títulos (último) |
| ----------------------------------------- | ------------------------------------------------ | ---------------- |
| Club Atlético Altos Juniors               | San Salvador de Jujuy, Dpto. Dr. Manuel Belgrano | 0                |
| C.R.Y.S. de La Mendieta (†)               | La Mendieta, Dpto. San Pedro                     | 1 (1938)         |
| Club Deportivo Cazadores de Los Andes (†) | -                                                | 2 (1944)         |
| Club Atlético Independiente               | San Salvador de Jujuy, Dpto. Dr. Manuel Belgrano | 4 (1968)         |
| Ingeniero Arrieta (†)                     | -                                                | 1 (1936)         |
| Club Social y Deportivo Juventud Celulosa | -                                                | 2 (1988)         |
| Club Juventud Unida (†)                   | -                                                | 1 (1929)         |
| Club Regimiento 20 (†)                    | -                                                | 2 (1934)         |

## Equipos Jujeños contra equipos internacionales

#### Partidos internacionales
| Fecha                   | Lugar                 | Local                        | Resultado   | Visitante              |
| ----------------------- | --------------------- | ---------------------------- | ----------- | ---------------------- |
| 5 de octubre de 1941    | La Paz                | The Strongest                | 5-2         | Selección de Jujuy     |
| 1944                    | San Salvador de Jujuy | Gimnasia y Esgrima (J)       | 2-0         | The Strongest          |
| 12 de febrero de 1961   | San Salvador de Jujuy | Correos y Telecomunicaciones | 2-5         | América Mineiro F.C.   |
| 22 de diciembre de 1973 | San Salvador de Jujuy | Gimnasia y Esgrima (J)       | 4-1         | Peñarol                |
| 12 de abril de 1974     | San Salvador de Jujuy | Gimnasia y Esgrima (J)       | 1-0         | Nacional               |
| 28 de mayo de 1974      | San Salvador de Jujuy | Gimnasia y Esgrima (J)       | 2-1         | Peñarol                |
| 05 de junio de 1977     | San Salvador de Jujuy | Gimnasia y Esgrima (J)       | 1-2         | Selección de Polonia   |
| 9 de noviembre de 1977  | San Salvador de Jujuy | Gimnasia y Esgrima (J)       | 2-2         | Bangu AC               |
| 1978                    | Salta                 | Altos Hornos Zapla           | 2 (5)-(4) 2 | F.C. Barcelona         |
| 1978                    | Salta                 | Altos Hornos Zapla           | 1-0         | A.C. Milan             |
| 1988                    | San Salvador de Jujuy | Gimnasia y Esgrima (J)       | 0-1         | The Strongest          |
| 1988                    | San Salvador de Jujuy | Altos Hornos Zapla           | 0-1         | The Strongest          |
| 19 de abril de 1993     | San Salvador de Jujuy | Gimnasia y Esgrima (J)       | 3-0         | Grêmio                 |
| 27 de agosto de 1994    | San Salvador de Jujuy | Gimnasia y Esgrima (J)       | 1-2         | Nacional               |
| 25 de enero de 1999     | Iquique               | Deportes Iquique             | 1-3         | Gimnasia y Esgrima (J) |
| 10 de octubre de 2005   | San Salvador de Jujuy | Gimnasia y Esgrima (J)       | 6-0         | Cobreloa               |
| 22 de enero de 2018     | Río Blanco            | Gimnasia y Esgrima (J)       | 1-1         | Always Ready           |
| 15 de enero de 2018     | Palpalá               | Altos Hornos Zapla           | 1-0         | Always Ready           |
| 29 de junio de 2019     | Perico                | Gimnasia y Esgrima (J)       | 3-1         | Oriente Petrolero      |
| 17 de febrero de 2020   | Tarija                | Ciclón de Tarija             | 2 (4)-(2) 2 | Gimnasia y Esgrima (J) |
| 25 de enero de 2023     | Río Blanco            | Gimnasia y Esgrima (J)       | 4-0         | The Strongest          |
| 20 de diciembre de 2023 | La Paz                | Always Ready                 | 2-2         | Gimnasia y Esgrima (J) |

## Participaciones en torneos de la AFA - Consejo Federal
Se enumeran los equipos de la LJF que compiten actualmente o compitieron en torneos organizados por la Asociación del Fútbol Argentino.
| Denominación       | Torneo actual    | Mayor categoría alcanzada | Cantidad      |                                                                 |
| ------------------ | ---------------- | ------------------------- | ------------- | --------------------------------------------------------------- |
| Gimnasia y Esgrima | Primera Nacional | Primera División          | 10 temporadas | Primera División: 10 ediciones - (Torneo Nacional: 8 ediciones) |
| Altos Hornos Zapla |                  | Segunda División          | 1 temporada   | Torneo Regional: 1 edición - (Torneo Nacional: 6 ediciones)     |
| Talleres           |                  | Tercera División          | 6 temporadas  | Torneo Argentino A: 6 ediciones                                 |

## Historial
Debido a diferentes motivos, como terremotos, algunas temporadas no se han disputado o se cancelaron durante el transcurso del torneo y no se cuentan en los registros.
Durante la primera etapa (1928-1966) no hubo ascensos ni clasificaciones a competiciones de ámbito federal, a excepción de la participación de Gorriti en el Campeonato de Campeones de la República Argentina de 1959.
Entre las temporadas 1967 y 1985, comenzaron a disputarse los Campeonatos Nacionales de Primera División y la clasificación a estos a través de los Torneos Regionales. A partir de 1975, se le otorga a la Liga Jujeña una "plaza fija" de clasificación directa para el campeón de la liga u otro equipo clasificado al Campeonato Nacional del año siguiente.
A partir de 1992, la Liga Jujeña unifica los torneos de División A y División B, y comienza a jugarse una división unificada con un único campeonato anual, a excepto de 1996 y 1997 que se jugó bajo el formato de Apertura y Clausura.
A partir de la temporada 2019, los campeonatos de liga se disputan bajo el formato de Apertura y Clausura cerrando la temporada con una final en cancha neutral entre los ganadores de ambos torneos que consagra al campeón del año.